# Калачик Віктор В'ячеславович
Віктор В'ячеславович Калачик (рос. Виктор Вячеславович Калачик; 28 лютого 1981, м. Сєров, СРСР) — російський хокеїст, нападник.
Вихованець хокейної школи «Металург» (Сєров). Виступав за «Металург» (Сєров), «Мечел» (Челябінськ), «Нафтохімік» (Нижньокамськ), ХК МВД (Московська обл.), «Автомобіліст» (Єкатеринбург), «Супутник» (Нижній Тагіл), «Молот-Прикам'я» (Перм). 